# Sedicesimo Dottore
Il Sedicesimo Dottore è un personaggio immaginario dell'universo del Doctor Who. È l'incarnazione del Dottore e parrebbe essere interpretato dall'attrice e cantante inglese Billie Piper, che ritorna nella serie dopo aver interpretato Rose Tyler, la compagna del Nono e del Decimo Dottore, dal 2005 al 2006, e dopo un cameo nell'episodio speciale Il giorno del Dottore (2013). Tuttavia, molti fan della serie sospettano che non si tratti del Sedicesimo Dottore, in quanto nei titoli di coda dell'episodio La guerra della realtà, in cui Billie Piper fa la sua ricomparsa, questa non viene introdotta esplicitamente come il prossimo volto del Dottore. Ma se questa teoria si dimostrasse errata, potrebbe essere la terza donna a ricoprire il ruolo dopo Jodie Whittaker e Jo Martin, oltre che la prima ad essere stata anche l'interprete di una sua compagna.

## Casting
Ncuti Gatwa, che interpretava il Dottore dal dicembre 2023, abbandona il ruolo dopo solo due stagioni, cedendo il testimone a Billie Piper, la quale non era stata annunciata come nuova interprete del Signore del Tempo. L'attrice ha dichiarato che "Non avrei mai potuto rifiutare di ritornare nel Tardis un'altra volta", mentre lo showrunner della serie, Russel T. Davies, ha affermato che "Già una volta Billie ha cambiato la televisione, nel 2005, e ora lo farà di nuovo [...], ma come, perché e chi è una storia che deve essere ancora raccontata"